# Sorin-Gheorghe Șipoș
Sorin-Gheorghe Șipoș (n. 17 aprilie 1970) este un senator român, ales în 2024 din partea USR. 